# Wilhelm Sauer (Bildhauer)

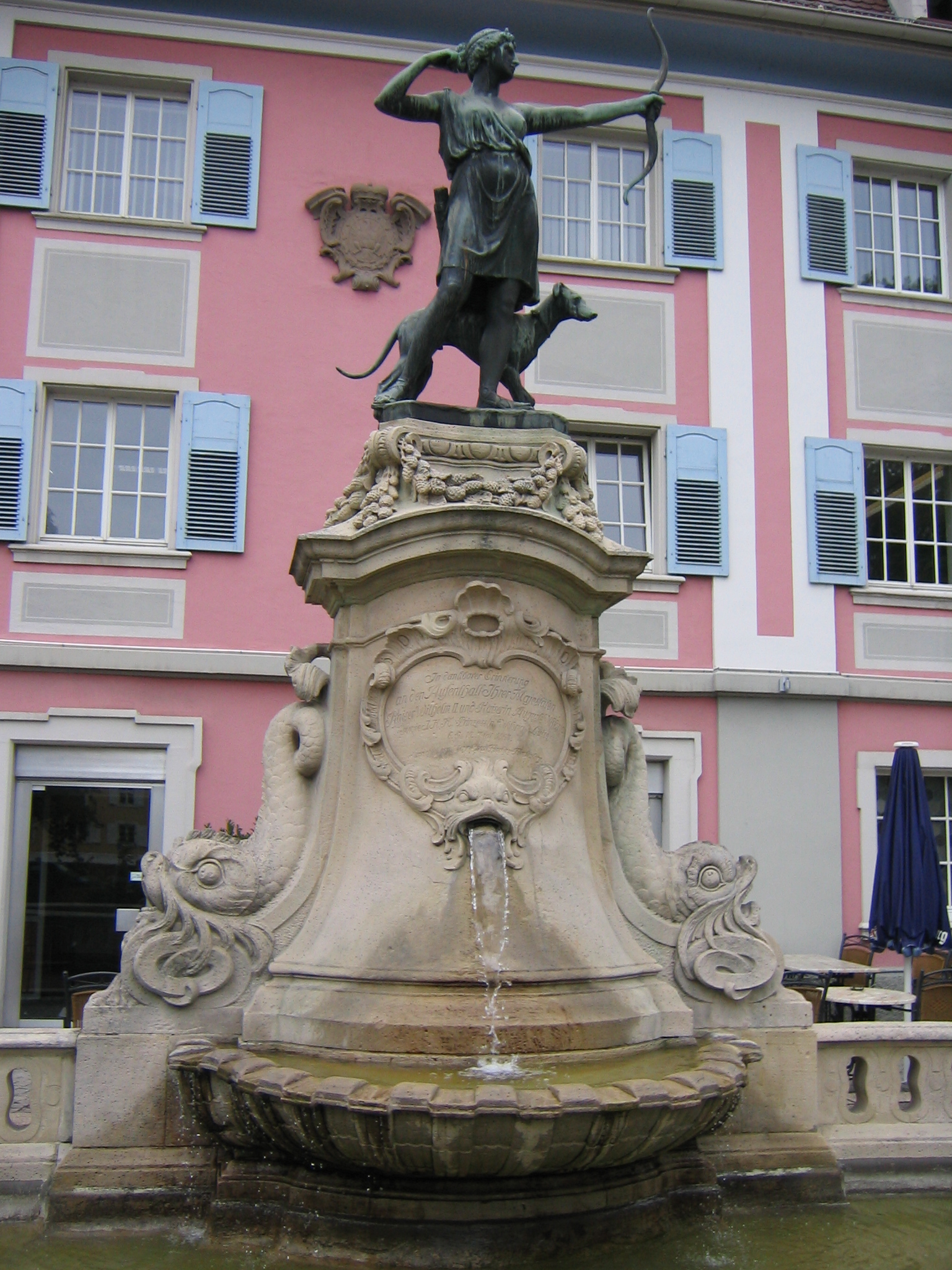
Dianabrunnen vor dem Fürstenberg Brauereistüble in Donaueschingen

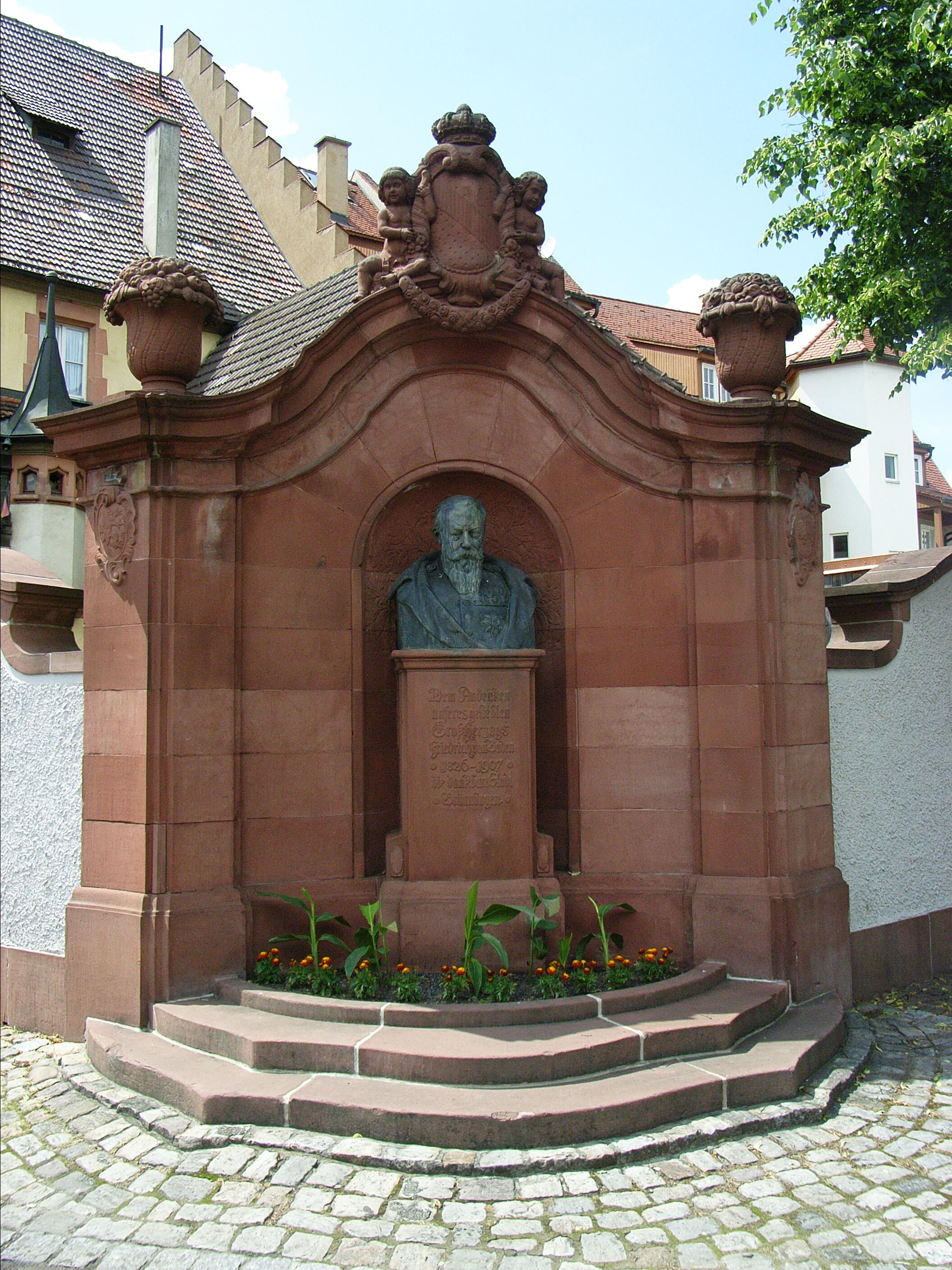
Denkmal für Großherzog Friedrich I. in Bräunlingen

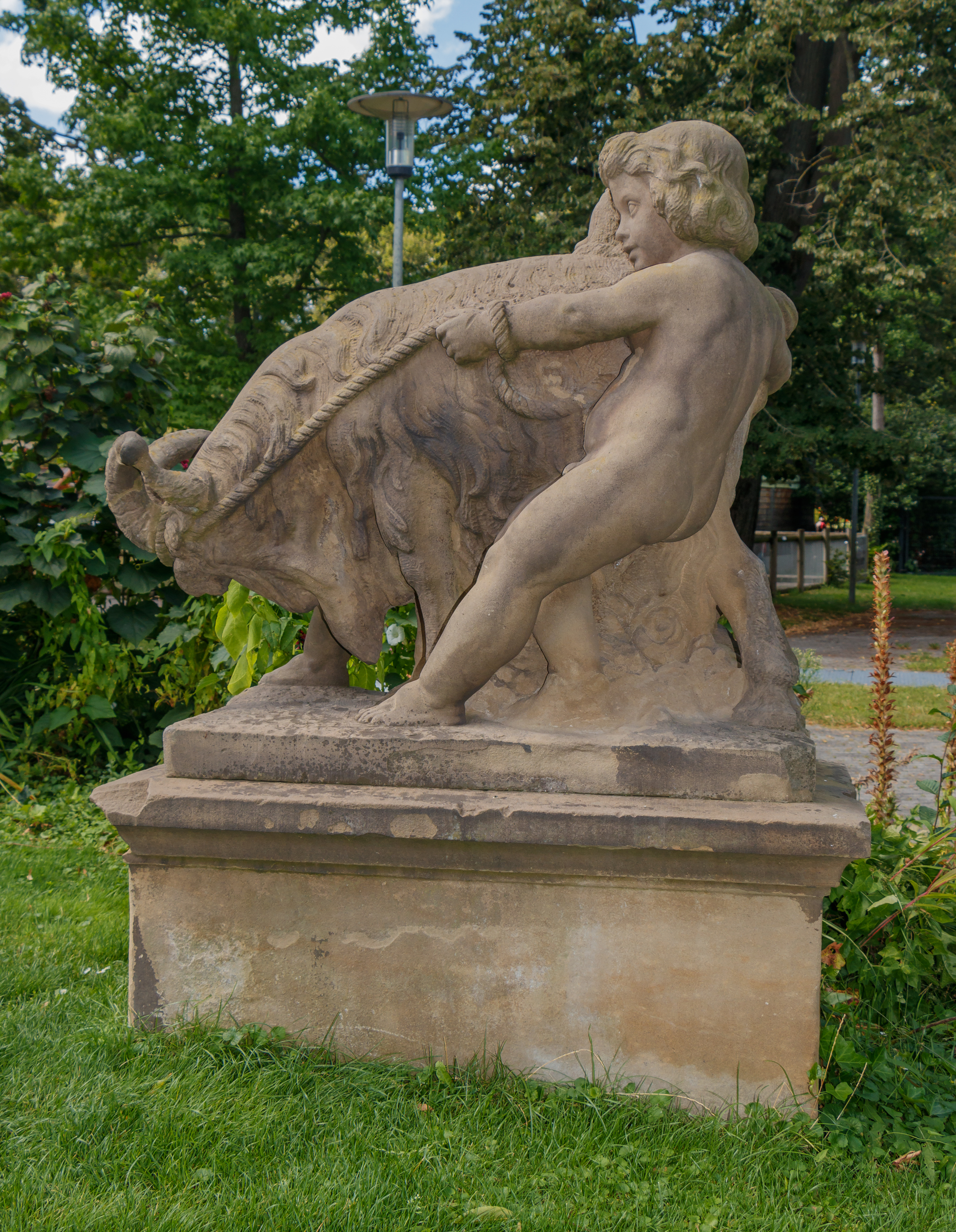
Kindergruppe mit Ziegenbock, Stadtgarten Karlsruhe

Wilhelm Sauer (* 23. September 1865 in Adelshofen; † 20. März 1929 in Durlach) war ein deutscher Bildhauer.

## Leben
Sauer war gelernter Schreiner und arbeitete zunächst als Holzbildhauer. Er studierte später an der Karlsruher Kunstakademie und wurde dort Schüler von Hermann Volz, bei dem er zehn Jahre lang (bis 1896) blieb. Ab 1903 unternahm er Studienreisen nach Paris und nach Rom, wo er auch bei Joseph von Kopf arbeitete. Ab 1909 war er Lehrer für Modellieren an der Malerinnenschule Karlsruhe. Von 1903 bis 1915 schuf er auch Entwürfe für die Karlsruher Majolika-Manufaktur.

## Werke (Auswahl)
- Bräunlingen: Denkmal für Großherzog Friedrich I. (Büste, 1909)
- Donaueschingen:
  - Dianabrunnen (1904; zur Erinnerung an den Besuch des Kaiserpaars samt Tochter Viktoria Luise)[2]
  - Scheffeldenkmal[3]
- Gondelsheim: Bauplastik am Schloss der Grafen Douglas[3]
- Karlsruhe:
  - Siegfriedbrunnen[1]
  - Hanselbrunnen[3]
  - Bauplastik an der Johanniskirche[1]
  - Büsten am Vierungspfeiler der Großherzoglichen Grabkapelle[1]
  - Wandrelief im Schulraum der Christuskirche in der Weststadt[3]
  - Skulptur im Stadtgarten (Kindergruppe mit Ziegenbock)[3][1]
  - Grabmäler auf dem Hauptfriedhof: Familie Ruh, Unternehmer Friedrich Wolff[4]
- Offenburg: Kriegerdenkmal 1870/1871 auf dem Marktplatz (enthüllt am 4. Juni 1893)[5]
- Schopfheim: Denkmal für Großherzog Friedrich I. von Baden und die örtlichen Gefallenen des Deutsch-Französischen Kriegs 1870/1871 bei der evangelischen Stadtkirche (1910)